# Al-Aqsa TV
Al-Aqsa TV (àrab: قناة الأقصى, Qanāt al-Aqṣà) és una cadena de televisió amb seu a la Franja de Gaza dirigida per Hamàs. La seva programació inclou noticiaris, programes d'entreteniment d'orientació religiosa i espais infantils com ara Els pioners del demà. Està dirigit per Fathi Hamad, que és membre del Consell Legislatiu Palestí i ministre de l'Interior de la Franja de Gaza. El canal porta el nom de la mesquita d'Al-Aqsa de Jerusalem.

## Història
La cadena va començar a emetre a la Franja de Gaza el 9 de gener de 2006, després que Hamàs guanyés les eleccions legislatives palestines de 2006. El maig de 2008, Bassem Naeem, ministre de salut del govern de Hamàs a la Franja de Gaza, va respondre a les denúncies d'antisemitisme dels programes de televisió d'Al-Aqsa TV. En la seva carta a The Guardian, Naeem va afirmar que Al-Aqsa TV és un mitjà de comunicació independent que sovint no expressa les opinions del govern de Hamàs. En resposta, el columnista de The Guardian Alan Johnson va escriure que Al-Aqsa TV no pot ser una institució mediàtica independent de Hamàs perquè està encapçalada per Fathi Hamad, el president d'una empresa dirigida per Hamàs que també produeix l'emissora de ràdio i el seu periòdic quinzenal, i perquè des del 2007 Hamàs havia bloquejat les emissions de l'Autoritat Nacional Palestina a la Franja de Gaza.
El 29 de desembre de 2008, durant l'Operació Plom Fos, avions israelians van bombardejar repetidament la seu de la cadena a la ciutat de Gaza. L'edifici va quedar completament destruït, però l'emissora va continuar emetent des d'una unitat de televisió mòbil.
El maig de 2013, Al-Aqsa TV es va convertir en el centre d'atenció mediàtica després de la decisió del Newseum de Washington DC d'honorar dos membres d'Al-Aqsa TV com a part del seu memorial als periodistes que van perdre la vida en l'exercici de la seua professió el 2012 El 29 de juliol de 2014, durant l'Operació Marge Protector, un atac aeri israelià va impactar a primera hora del matí contra un edifici de telecomunicacions que allotjava la televisió i la ràdio Al-Aqsa al centre de la ciutat de Gaza.
El 12 de novembre de 2018, Israel va bombardejar l'edifici de l'emissora després de llançar almenys cinc míssils que van explotar a prop. El 2019 Xin Bet va declarar que Al-Aqsa TV utilitzava missatges codificats per a reclutar milicians per Hamàs.